# Gregor Strniša
Gregor Strniša (ur. 18 listopada 1930 w Lublanie, zm. 23 stycznia 1987 tamże) – słoweński poeta i dramaturg, autor esejów, słuchowisk radiowych, opowiadań dla dzieci, krótkich form prozatorskich, a także twórca tekstów piosenek. Należał do poetów tzw. generacji krytycznej, do której należeli również m.in. Veno Taufer, Dane Zajc oraz Svetlana Makarovič.

## Życiorys
Gregor Marija Strniša był czwartym dzieckiem Gustava Strnišy i Alojziji Any Palouc (siostra i dwaj bracia poety umierają krótko po urodzeniu). Ojciec Strnišy również był poetą. Napisał tomiki dla dorosłych, a także tomiki i książki dla dzieci. Jego rękopisy i książki (Riba Feronika, Slike, Pravljice) zilustrował sam Gregor Strniša.
19 maja 1949 Gregor Strniša wraz z rodzicami zostaje aresztowany i skazany na 4 lata ciężkich robót w obozie. Jako oficjalny powód zatrzymania podano współpracę z przestępcami wojennymi. Prawdziwą przyczyną aresztowania było udzielenie pomocy zbiegłej rodzinie poety. Cała rodzina została na rok pozbawiona praw obywatelskich, co odbiło się na późniejszym życiu Gregora Strnišy. Z więzienia zostaje przed czasem i warunkowo wypuszczony 30 czerwca 1951.
W 1952 zdaje maturę, a w październiku tego samego roku rozpoczyna studia germanistyczne na Uniwersytecie w Lublanie. W 1954 następuje debiut poetycki. Wtedy to w czasopiśmie „Beseda” ukazują się jego trzy pierwsze wiersze. Pierwszy tomik poezji ukazuje się w 1959 roku. Nosi tytuł Mozaiki. Jest to książkowy debiut Strnišy.
W czerwcu 1961 kończy studia na kierunkach anglistyka i germanistyka. Za swoją pracę magisterską (The Anglo-Saxon Epic Daniel) otrzymuje Studencką Nagrodę im. Prešerena (študentska Prešernova nagrada). Główny dochód Strnišy stanowiło pisanie tekstów piosenek. W roku 1962 na Festiwalu Piosenki Słoweńskiej na Bledzie jego utwór Zemlja pleše otrzymał nagrodę za najlepszy tekst. Radio Slovenija posiada ok. 370 nagrań, do których słowa napisał Gregor Strniša.
W 1963 drukiem ukazuje się drugi tomik poezji Strnišy pt. Odisej, za który w następnym roku poeta dostanie Nagrodę Fundacji Prešerena (nagrada Prešernovega sklada). Pod koniec 1963 roku rozpoczyna znajomość ze Svetlaną Makarovič – poetką i aktorką, z którą spotyka się przez następnych kilka lat. Romans ten zaowocuje wydaniem w 1965 kolejnego tomiku zatytułowanego Zvezde (Gwiazdy), który poświęcony jest właśnie młodej poetce. Sam Strniša, a dokładnie jego twórczość również wpływał na charakter poezji Svetlany Makarovič.
W roku 1974, bierze ślub z Theą Skinder, a w roku 1980 rodzi się ich córeczka Erna. Swojej żonie poświęcił kolejny tomik poezji zatytułowany Oko, za który poeta dostał Nagrodę im. Otona Župančiča (Župančičeva nagrada), przyznawaną przez władze miasta Lublana za wyjątkowe osiągnięcia w dziedzinie kultury.
W połowie lat 80. Strniša przygotowuje się do wyjazdu do Stanów Zjednoczonych. Niestety, do pierwszego wyjazdu poety poza granice kraju nigdy nie doszło. W roku 1986 poeta zostaje uhonorowany Nagrodą im. Prešerena za całokształt twórczości.
23 stycznia 1987 Strniša umiera w szpitalu w Lublanie na skutek nadużycia alkoholu.

## Twórczość
W latach 1941–1944, czyli w czasach szkolnych, poeta pierwszy raz opublikował swoje wiersze w czasopiśmie „Naš rod”, które nie zostały później wydane w żadnym z tomików artysty. Debiut poetycki nastąpił w 1954 roku. Wtedy to w pierwszym wydaniu gazety „Beseda” drukiem ukazały się 3 pierwsze wiersze Strnišy, a mianowicie Jesen (Jesień), Svetla jesen (Jasna jesień), Pismo (List).
Pierwszym utworem dramatycznym pisarza jest słuchowisko radiowe o tytule Mavrična krila (Tęczowe skrzydła), które zostało opublikowane na łamach czasopisma „Revija 57”, którego Strniša był współzałożycielem, a także redaktorem.
Mozaiki to pierwszy tomik poezji Gregora Strnišy wydany w roku 1959. Jest to jeden z najważniejszych tomików lat 50. To właśnie między innymi ta pozycja zapoczątkowała działalność „generacji krytycznej”, słoweńskiej grupy poetyckiej, która buntowała się przeciw ograniczaniu wolności wypowiedzi. W skład Mozaik wchodzi 39 utworów, które podzielone są na 4 cykle. Większość wierszy (z wyjątkiem niektórych, będących składowymi drugiego cyklu) zbudowana jest według typowej dla poety formuły: od dwóch do sześciu czterowersowych strof. Również przy analizie motywów można zauważyć typowe dla twórczości Strnišy postrzeganie człowieka i kosmosu jako dwóch światów, między którymi nie można wyznaczyć dokładnej i raz na zawsze ustanowionej granicy. Jeśli chodzi o podmiot liryczny, to już pierwsze dwa wiersze Japonski lesorez (Japoński drzeworyt) i Počivajoči popotnik (Odpoczywający podróżny) przybliżają czytelnikowi położenie osoby mówiącej w wierszu. Jest ona zagubiona i nieprzygotowana na życie w wykreowanym świecie.
Ze zbioru Mozaiki, najbardziej znaczący dla dalszej poetyki Strnišy jest utwór Barbarova molitev (Modlitwa barbarzyńcy), ponieważ ze wszystkich tekstów, to właśnie ten wiersz zapowiada jego <<wewnętrzną emigrację>>, oznaczającą ucieczkę przed okrucieństwem, powierzchownością i pustką świata.
Odisej (Odyseusz) to drugi tomik poezji w dorobku Gregora Strnišy, wydany w 1963 roku. W tym zbiorze poeta kontynuuje poezję, w której przedstawia swój wyjątkowy świat, gdzie przestrzeń fantastyczna i mityczna spotyka się z przestrzenią wspomnień. Można zauważyć inspirację poetyką nadrealizmu. Tematyka zbioru jest uniwersalna, ogólnoludzka i pozahistoryczna. Nawiązuje ona równie do upominania się o etyczny wymiar życia. Tomik zawiera 10 cyklów. Z wyjątkiem trzech pierwszych cyklów wszystkie pozostałe zbudowane są na zasadzie pięciu trzystrofowych utworów, gdzie każda strofa ma cztery wersy. Od tego momentu tworzenie cyklu, składającego się z pięciu wierszy o trzech czterowersowych strofach, staje się podstawową formą wypowiedzi poety. Za Odiseja (Odyseusza) poeta otrzyma w roku 1964 Nagrodę Fundacji Prešerna, najważniejsze wyróżnienie w Słowenii w dziedzinie sztuki.
Polscy czytelnicy mogą znaleźć w księgarniach czy bibliotekach tomik Gregora Strnišy o tytule Odyseusz w przekładzie Katariny Šalamun-Biedrzyckiej. Nie jest to jednak przekład omawianego wyżej zbioru poezji, a wybór wierszy z kilku pierwszych tomików poety.
Kolejnym tomikiem w dorobku poety jest zbiorek o tytule Zvezde (Gwiazdy), wydany w 1965 roku. W skład tego dzieła wchodzi 8 cyklów, zbudowanych w typowym dla Strnišy stylu. Budowa zbioru sprawia, że cykle korespondują ze sobą, tzn. pierwszy z ostatnim, drugi z przedostatnim itd. Wiersze mają charakter liryczno-epicki, ponieważ opowiadają historie, a właściwie warianty jednej i tej samej historii ludzkiej bezsilności wobec zła.
Samorog (Jednorożec), to dramat sceniczny, który został napisany między wiosną 1965 a jesienią 1966. Utwór w postaci drukowanej ukazał się w roku 1967. Ciekawe jest, że motto dramatu Strniša zaczerpnął z Brižinskih spomeników (Zabytków z Freising), najstarszego zabytku literackiego, napisanego w języku słoweńskim. Dramat składa się z 3 aktów, których akcja rozgrywa się w czasach średniowiecznych. Historia przedstawiona czasowo jest krótsza niż jedna doba (wieczór, noc, ranek). W utworze pisarz zamieścił również wiesze oparte na słoweńskiej liryce ludowej.
Tytułowy jednorożec jest symbolem, który oznacza świat o dokładnie wyznaczonej granicy między dobrem i złem. Kiedy jednorożec umiera nie jest możliwe oddzielenie od siebie kontrastujących ze sobą rzeczy, takich jak np. prawda i kłamstwo. W ten sposób autor krytykuje upadek moralny ludzi i pragnie, aby w życiu kierowali się stałymi wartościami.
Elementy, z którymi czytelnik spotyka się podczas lektury dramatu, Strniša umieścił już wcześniej w swoim tomiku poezji pt. Odisej (Odyseusz), a konkretniej zrobił to w cyklu o tym samym tytule co utwór dramatyczny, czyli cyklu Samorog (Jednorożec).
Już w rok po wydaniu, czyli w 1968, Teatr Miejski w Lublanie (Mestno gledališče ljubljansko) podjął się wystawienia utworu. Reżyserem był Andrej Hieng.
Kolejnym utworem dramatycznym w dorobku Gregora Strnišy jest tekst o tytule Žabe ali prilika o ubogem in bogatem Lazarju (Żaby albo przypowieść o biednym i bogatym Łazarzu), wydany w 1969 roku. Utwór był napisany dla telewizji. Wydarzenia w dramacie krążą między tym co materialne i metafizyczne, prawdą a pozorami, rzeczywistością a sennymi wizjami.
Želod (Żołądź), to czwarty tomik poezji. Wydany został w 1972 roku. Na całość zbioru składa się 5 cyklów, zbudowanych według typowego dla poety modelu. Autor przedstawił historię stworzenia świata, który składa się z czterech elementów: wody, powietrza, ognia i ziemi.
Również w 1972 ukazuje się kolejny dramat Gregora Strnišy, określany także mianem moralitetu, o tytule Ljudožerci (Ludożercy). Akcja dramatu rozgrywa się pod koniec II wojny światowej. Oparty jest na wydarzeniu, które faktycznie miało miejsce w historii Słowenii, mające miejsce w Kočevskim Rogu zaraz po II wojnie światowej. W miejscowości doszło do zabijania pojmanych wrogich żołnierzy. Jest to jeden z najbardziej wstydliwych wydarzeń w historii tego niewielkiego państwa.
Czytelnik może znaleźć w tym utworze nowe elementy, nietypowe dla dotychczasowej twórczości Strnišy. Pisarz łączy elementy nadrealizmu z realnymi wydarzeniami, mającymi podłoże historyczne. Dochodzi w nim również do skontrastowania symboli chrześcijańskich z ukazywanym w dramacie okrucieństwem ludzi. O etycznej wymowie dramatu autor wspomina już w przedmowie. Krytycy określali ten dramat, jako jeden z najbardziej przerażających w historii słoweńskiej dramaturgii.
W 1973 ukazał się kolejny tomik poezji o tytule Mirabilia, który zawiera tylko dwa cykle. Zostały one później włączone do kolejnego tomiku Oko. Pierwszy cykl opowiada historię o starszym człowieku, który żyje w domu, którego nie ma. Drugi natomiast to ironiczna historia o kobiecie, której w ogrodzie wyrasta gadająca głowa kapuściana.
W 1974 drukiem ukaże się najobszerniejszy zbiór poezji w dorobku poety o tytule Oko, który poświęcił swojej żonie. Sam Strniša uważał tomik za swoje najlepsze dzieło. Potwierdzeniem tego jest Nagroda im. Otona Župančiča. Czytając to dzieło można zauważyć wpływy filozofii Kanta. Strniša próbuje rozliczyć się z niektórymi pytaniami postawionymi przez filozofa, który krytykował wiarygodność ludzkiego doświadczania rzeczywistości. Krytyk Peter Kolšek twierdzi, że tomik jest próbą stworzenia poetyckiego odpowiednika dla metafizycznego systemu Kanta. W zbiorze poeta próbuje pokazać, że poezję i filozofię łączy próba odpowiedzi na pytania dotyczące człowieka i doświadczanego przez niego świata.
W 1975 zostały wydane dwa kolejne tomiki poezji: Škarje zgodba o času (Nożyczki historia o czasie) oraz Jajce slikanica o laži (Jajo obrazki o kłamstwie). Oba tomiki spośród wszystkich utworów poetyckich autora mają najbardziej moralizatorski charakter i stanowią najbardziej sfabularyzowane opowieści.
Škarje zbudowane są według już stałej budowy – trzech czterowersowych strof. Niektóre wiersze są ze sobą połączone w taki sposób, że ostatni wers jest powtarzany jako początek nowego wiersza. Tomik opisuje losy zagubionego czasu, stąd podtytuł historia o czasie. Zbiór można czytać na dwa sposoby: po kolei lub można również czytać poszczególne cykle, szczególnie te, które są ze sobą powiązane.
Jajce przedstawiają obrazy-opowieści obwoźnego sprzedawcy. Wydarzenia te nie są przedstawione w sposób chronologiczny, dlatego można je czytać w dowolnej kolejności, aby poznać całość opowieści kramaża/domokrążcy trzeba jednak przeczytać cały tomik. Podtytuł zbioru, obrazki o kłamstwie, informuje, że poezja Strnišy znajduje się na poziomie problemowym i techno-poetycznym.
W 1976 ukazał się kolejny tomik o tytule Rebrnik (Szkielet). Zebrane w nim wiersze pochodzą z dramatów autorstwa Strnišy.
Również w 1976 ukazał się kolejny dramat zatytułowany Driada, transcendentna burka (Driada, komedia transcendentna). Jest to trzyaktowy utwór, którego wydarzenia rozgrywają się w różnych miejscach i w różnych przedziałach czasowych (akt pierwszy- lato 1930, akt drugi – jesień 1959, akt trzeci- wiosna 1976). W tym dziele Strniša zaprezentował swój pogląd, że każde dzieło ludzkich rąk może przyczynić się do metafizycznego doświadczania świata. Dziełem tym może być np. obraz, książka, ale także czynności życia codziennego, jak np. oranie pola. Poeta pragnie przekazać, że każdy może stworzyć coś niezwykłego, ale tylko nieliczni potrafią dostrzec tę nadzwyczajność.
Strniša był również autorem utworów dla dzieci. W 1977 ukazały się jego opowiadania Kvadrat pa Pika (Kwadrat i Kropka), w 1980 Potovanje z bršljanom (Podróż z bluszczem), w 1982 Jedca Mesca (Zjadacze Księżyca) oraz w 1987 Lučka Regrat (Laura Mlecz). Kolejne opowiadania- Razbojniki z Marsa (Rozbójnicy z Marsa), zostały wydane dopiero po śmierci autora w 1993 roku. Cechą wspólną wszystkich tych utworów literatury dziecięco-młodzieżowej jest ich fantastyczny charakter. Pisarz interesował się fantastyką naukową i pragnął pisać prozę w tym kierunku, jednak marzenie to było zrealizowane tylko po części (napisał opowiadanie Steklenica vode, które opublikowano w tomie słoweńskiej prozy fantastycznonaukowej).
W 1984 w czasopiśmie „Nova revija” ukazała się pierwsza rozprawa teoretyczna pisarza na temat twórczości artystycznej i naukowej. Rozprawa ta nosiła tytuł Transcendenta pesnitev (Poemat transcendentny). Druga część rozważań, niedokończona (Ironična pesnitev- Poemat ironiczny), została wydana już po śmierci Strnišy. Trzecia część eseju posiada jedynie tytuł Etična pesnitev (Poemat etyczny). Niestety z powodu przedwczesnej śmierci ta rozprawa nie została dokończona. Całość miała mieć tytuł Relativnostna pesnitev i stanowić wykład filozofii autora dotyczącej dzieła, twórczości i tworzenia. To w niej wyjaśnił pojęcie „vesoljska zavest-świadomość kosmiczna”, której miał być podporządkowany (według Strnišy) każdy akt twórczy.

## Przekłady w języku polskim
- Arka Noego (pochodzi z tomiku Želod-Żołądź). W: Katarina Šalamun-Biedrzycka: Srebro i mech – Mah in srebro. Sejny: Fundacja „Pogranicze”, 1995.
- Baśń wieczorna (pochodzi z tomiku Mozaiki). W: Marian Piechal: Antologia poezji słoweńskiej. Wrocław: Zakład Narodowy im. Ossolińskich, 1973.
- Był tutaj tygrys (cykl pochodzący z tomiku Odisej-Odyseusz). W: Katarina Šalamun-Biedrzycka: Srebro i mech – Mah in srebro. Sejny: Fundacja „Pogranicze”, 1995.
- Góra (druga część podwójnego cyklu Inferno z tomiku Odisej-Odyseusz). W: Katarina Šalamun-Biedrzycka: Srebro i mech – Mah in srebro. Sejny: Fundacja „Pogranicze”, 1995.
- Odpoczywający podróżny (pochodzi z tomiku Mozaiki). W: Katarina Šalamun-Biedrzycka: Srebro i mech – Mah in srebro. Sejny: Fundacja „Pogranicze”, 1995.
- Odyseusz (przekład i wybór wierszy: Katarina Šalamun-Biedrzycka). Kraków: Agencja Wydawnicza Zebra, 1993.
- Północ (pochodzi z tomiku Mozaiki). W: Katarina Šalamun-Biedrzycka: Srebro i mech – Mah in srebro. Sejny: Fundacja „Pogranicze”, 1995.
- Stara zbroja (pochodzi z tomiku Mozaiki). W: Marian Piechal: Antologia poezji słoweńskiej. Wrocław: Zakład Narodowy im. Ossolińskich, 1973.